# 孔道存
孔道存（5世纪？—466年），南朝宋官员，会稽郡山阴县（今浙江省绍兴市）人，孔子第二十九代孙，孔琳之的孙子，孔邈的儿子。
宋孝武帝时，孔道存历任黄门吏部郎、临海王刘子顼前军长史、南郡太守。宋明帝泰始二年，晋安王刘子勋自称帝号，孔道存举兵响应。刘子勋以孔道存为侍中、行雍州事，刘子勋失败，孔道存自杀身亡。